# Chaim Hirszman
Chaim Hirszman (Janów Lubelski, 24 ottobre 1912 – Lublino, 20 marzo 1946) è stato un superstite dell'Olocausto polacco, uno dei due soli sopravvissuti del campo di sterminio di Bełżec che raccontarono la loro esperienza dopo la guerra; l'altro fu Rudolf Reder.
Deportato a Bełżec nel 1942, fu costretto ad unirsi al gruppo dei Sonderkommando. Durante il trasferimento dei suoi membri al campo di sterminio di Sobibór, Hirszman riuscì a fuggire.
Dopo la guerra testimoniò dinanzi alla commissione centrale d'investigazione sui crimini tedeschi in Polonia. Fu però assassinato a Lublino il 20 marzo 1946, il giorno dopo la sua deposizione. Secondo lo storico Martin Gilbert, Hirszman fu ucciso perché ebreo, mentre secondo lo storico polacco Henryk Pajak, la ragione dell'assassinio fu da attribuire al fatto che Hirszman era un attivo e pericoloso funzionario del nuovo regime comunista. Nel verbale della sua testimonianza, datato 19 marzo 1946, fu riportato che Hirszman lavorava per il Ministerstwo Bezpieczeństwa Publicznego (MBP, ministero della pubblica sicurezza polacco).